# مستدمية دوكرية
مستدمية دوكرية (الاسم العلمي: Haemophilus ducreyi) هي نوع من البكتيريا تتبع جنس المستدمية من فصيلة الباستوريلات.